# (31610) 1999 GC6
1999 جي سي 6 (ويعرف أيضًا باسم (31610) 1999 جي سي 6 وفق تسمية الكوكب الصغير) (بالإنجليزية: 1999 GC6)‏ هو كويكب ضمن حزام الكويكبات؛ وترتيبه 31610 من حيث الاكتشاف.
اكتُشف هذا الجُرم الفلكي بواسطة تاكيشي أوراتا ‏ في 14 أبريل 1999.

## وصلات خارجية
- (31610) 1999 GC6 في قاعدة بيانات مختبر الدفع النفاث لأجرام النظام الشمسي الصغيرة

- الاكتشاف · مخطط المدار ·  العناصر المدارية · المعلمات المادية

- (31610) 1999 GC6 على موقع ويكي سكاي: DSS2, SDSS, GALEX, IRAS, Hydrogen α, X-Ray, Astrophoto, Sky Map, Articles and images